# Сіваченко Григорій Владиславович
Григо́рій Владисла́вович Сіваче́нко — капітан запасу ЗСУ, учасник російсько-української війни.

## Життєпис
Проживає в місті Харків. За освітою теполоенергетик. У харківській Політехніці захистив кандидатську роботу. Коли був студентом, навчався на військовій кафедрі, займався боксом, легкою і важкою атлетикою. Пройшов строкову службу в армії.
У часі війни доброволець — у складі батальйону «Айдар». 16 разів восени 2014 року ходив у складі групи на 32-й блокпост — там був заблокований батальйон «Вінниця».
15 жовтня 2014 року біля 32-го блокпоста брав участь у ліквідації групи терористів — офіцерів ЗС РФ, серед них — «Героя» Росії Євгена Трундаєва, нагородженого за «подвиги» на Донбасі. Викрив «туристів» з РФ Григорій Сіваченко.
Восени 2014-го перегнав із «сірої зони» в Щастя танк — викрав під носом у «бурятських шахтарів».
Станом на осінь 2019-го — чотири з половиною роки на передовій.
Як електрик виконував завдання на окупованих територіях — тривалістю від 7 до 40 діб.
Був поранений п'ять разів: тричі — ножем і двічі з вогнепальної зброї.
У січні 2020 року завдяки діям СБУ уникнув замаху, організованого міжнародними терористами з Головне розвідувальне управління РФ через найманого кілера, якому обіцяли заплатити за життя Сіваченка 25 тисяч доларів США. Російські найманці хотіли вбити українського ветерана, щоб помститись за загибель свого заслуженого терориста Трундаєва на українській землі.

## Нагороди та вшанування
- Указом Президента України № 897/2019 від 11 грудня 2019 року за «особисті заслуги у зміцненні обороноздатності Української держави, мужність і самовіддані дії, виявлені у захисті державного суверенітету та територіальної цілісності України, зразкове виконання військового обов'язку» нагороджений орденом Богдана Хмельницького III ступеня[2].
- отримав понад 10 нагород; є відзнаки і від міністерства, і від президента.